# Olof Lunnerqvist
Olof Lunnerqvist, född 13 maj 1793 i Asks socken, död 20 februari 1854 i Östra Hargs socken, var en svensk präst. 

## Biografi
Olof Lunnerqvist föddes 1793 i Asks socken. Han var son till kyrkoherden Anders Olof Lunnerqvist och Christina Catharina Egelin. Lunnerqvist studerade i Linköping och blev höstterminen 1813 student vid Uppsala universitet. Han prästvigdes 20 oktober 1816 till huspredikant på Ekenäs i Örtomta socken och blev 30 april 1822 komminister i Örtomta församling med tillträde samma år. Lunnerqvist avlade pastoralexamen 9 december 1835 och blev 8 juni 1846 kyrkoherde i Östra Hargs församling, där han tillträdde 1848. Han avled 1854 i Östra Hargs socken och begravdes bredvid sin far, öster om Östra Hargs kyrkas sakristia.

### Familj
Lunnerqvist gifte sig 6 augusti 1837 med Johanna Augusta Lindgren (född 1809). De fick tillsammans barnen Olivia Mathilda (född 1838), Gustaf Fabian Wilhelm (1840–1841), Edvard Gideon (1843–1844), Ida Amalia Augusta (född 1845) och Elin Ingeborg (född 1849).